# Córdoba, Argentina
Córdoba (uttal: [kɔʹrðoβa]) är Argentinas näst största stad, med cirka 1,6 miljoner invånare (2022). Staden är huvudstad i provinsen Córdoba.
Córdoba är en stad med mångsidig industri. Där finns textil- och transportindustri. Staden är också ett kommunikations-, handels- och kulturcentrum belägen cirka 600 kilometer nordväst om huvudstaden Buenos Aires, nära där Pampas övergår i Andernas bergsområden. Turismen är också betydande.

## Historik
Staden grundades 1573 och var en av jesuiternas huvudorter i det spanska Amerika. Detta ledde från 1599 till att staden blev ett religiöst centrum, och senare har detta uttrycks i kopplingar till katolsk konservatism.
Landets äldsta universitet grundades 1613 i Córdoba.
I Córdoba finns många byggnader från den koloniala tiden. Dessa inkluderar klosterkyrkan Santa Teresa, vilken påbörjades 1714. Stadens katedral är från mitten av 1700-talet. Klosterkomplexet och jordbruksegendomarna relaterade till Jesuitorden blev 2000 ett av Unesco utsett världsarv.
Under 1900-talet utvecklades Córdoba till en stödjepunkt för arbetarrörelsen i Argentina.

## Samhällsliv och kultur

### Universitet och högskolor

#### Självständiga
Córdoba har numera sex olika universitet samt fakulteter till andra universitet. Dessa är:
- Universidad Nacional de Córdoba – grundat 1613[2] som det äldsta universitetet i det blivande Argentina, med cirka 180 000[3] studenter.
- Centro Regional Universitario Córdoba IUA – försvarshögskola grundat 1947, del av det nationella universitetsväsendet sedan 1971.[4]
- Universidad Católica de Córdoba – grundat 1956, när privata universitet kunde börja bildas.[5]
- Universidad Siglo 21 – grundat 1995/2007 och med cirka 90 000 studenter.[6]
- Universidad Blas Pascal – etablerat 2007.[7]
- Universidad Provincial de Córdoba – grundat 2007.[8]

#### Del av större institutioner
- Universidad Tecnológica Nacional – teknisk högskola etablerad 1948[9] och med fakultet i Córdoba[9] sedan 1963.

## Galleri

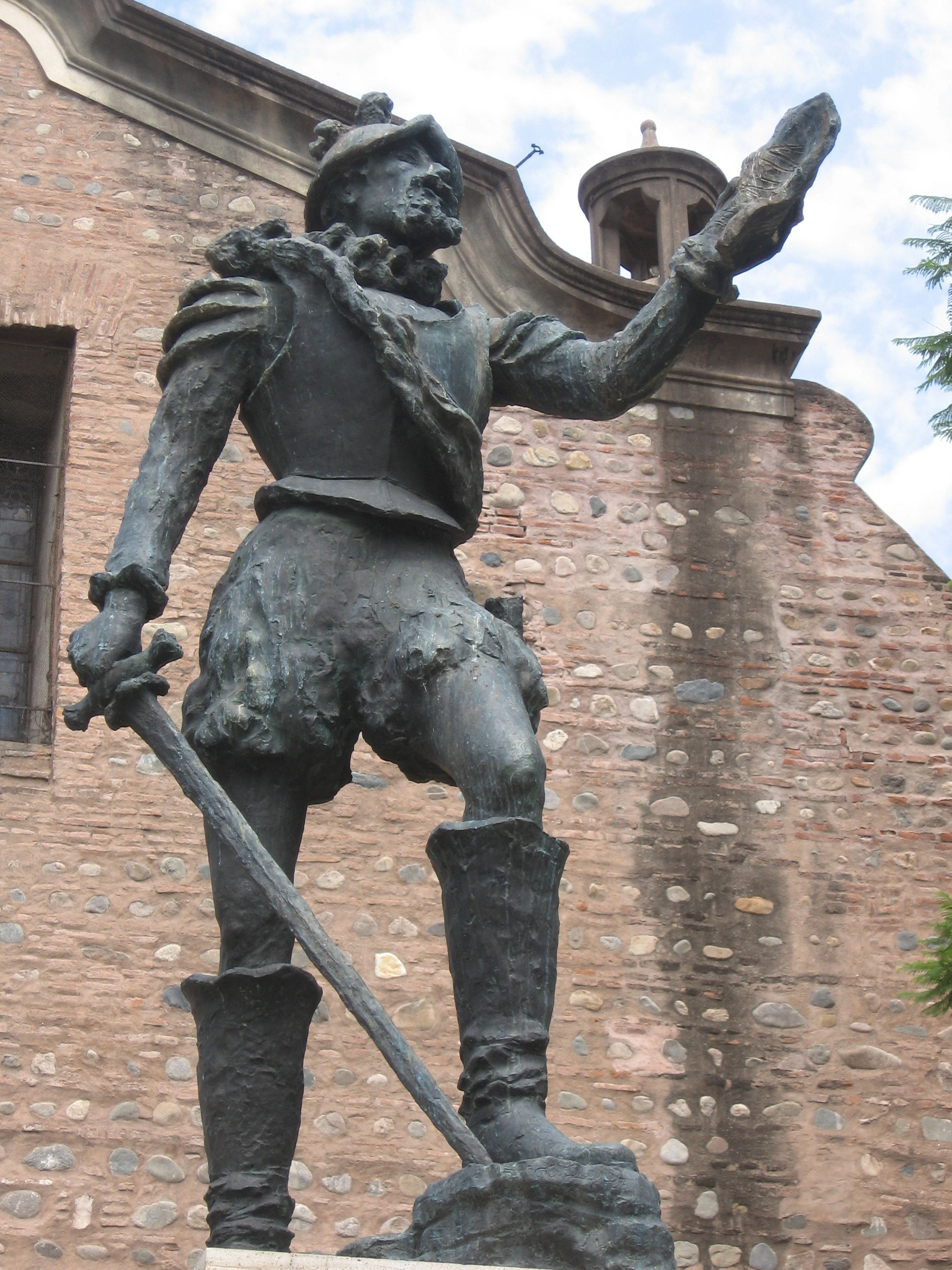
Staty av Jerónimo Luis de Cabrera, Córdobas grundare.
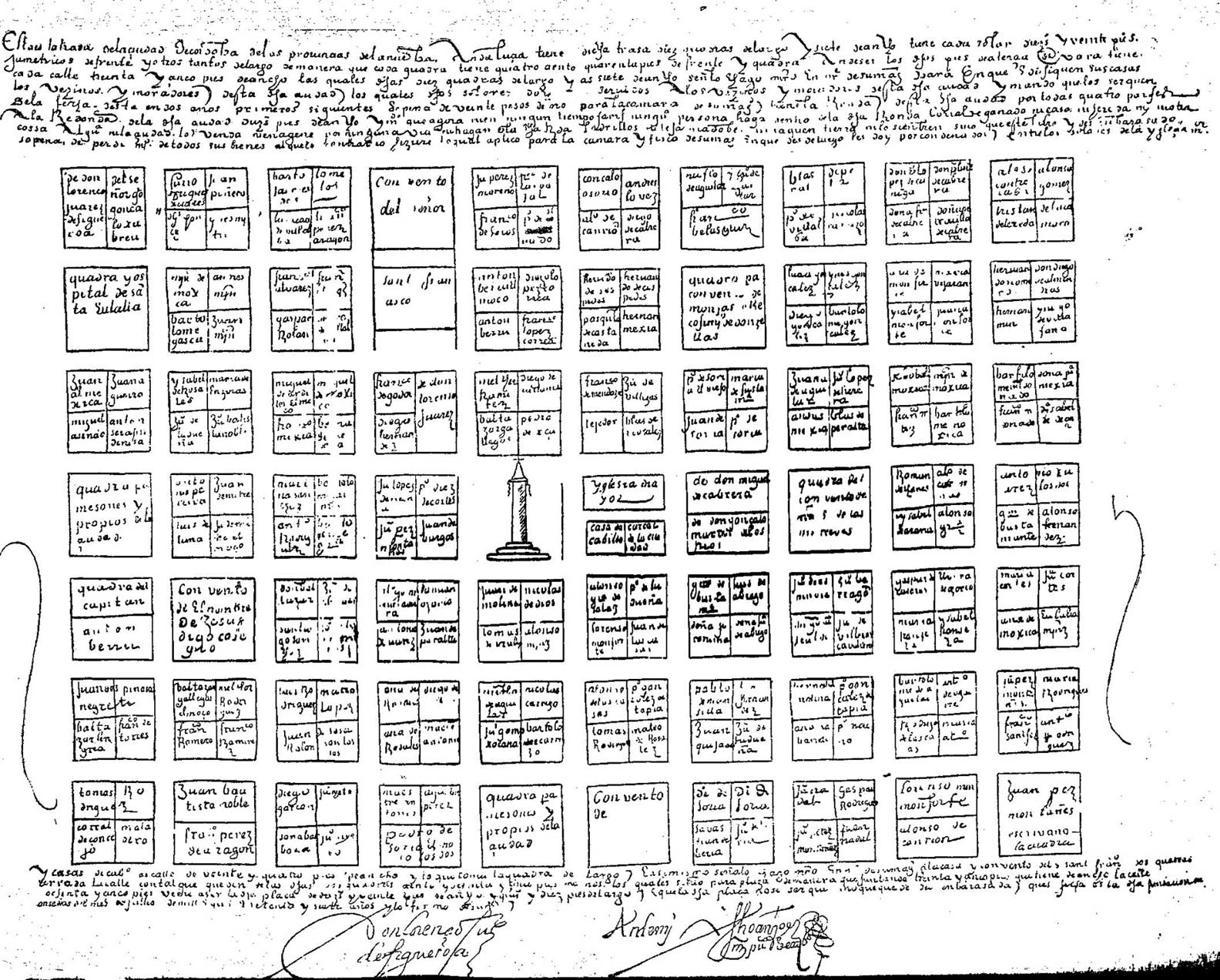
Första stadsplanen (1577).
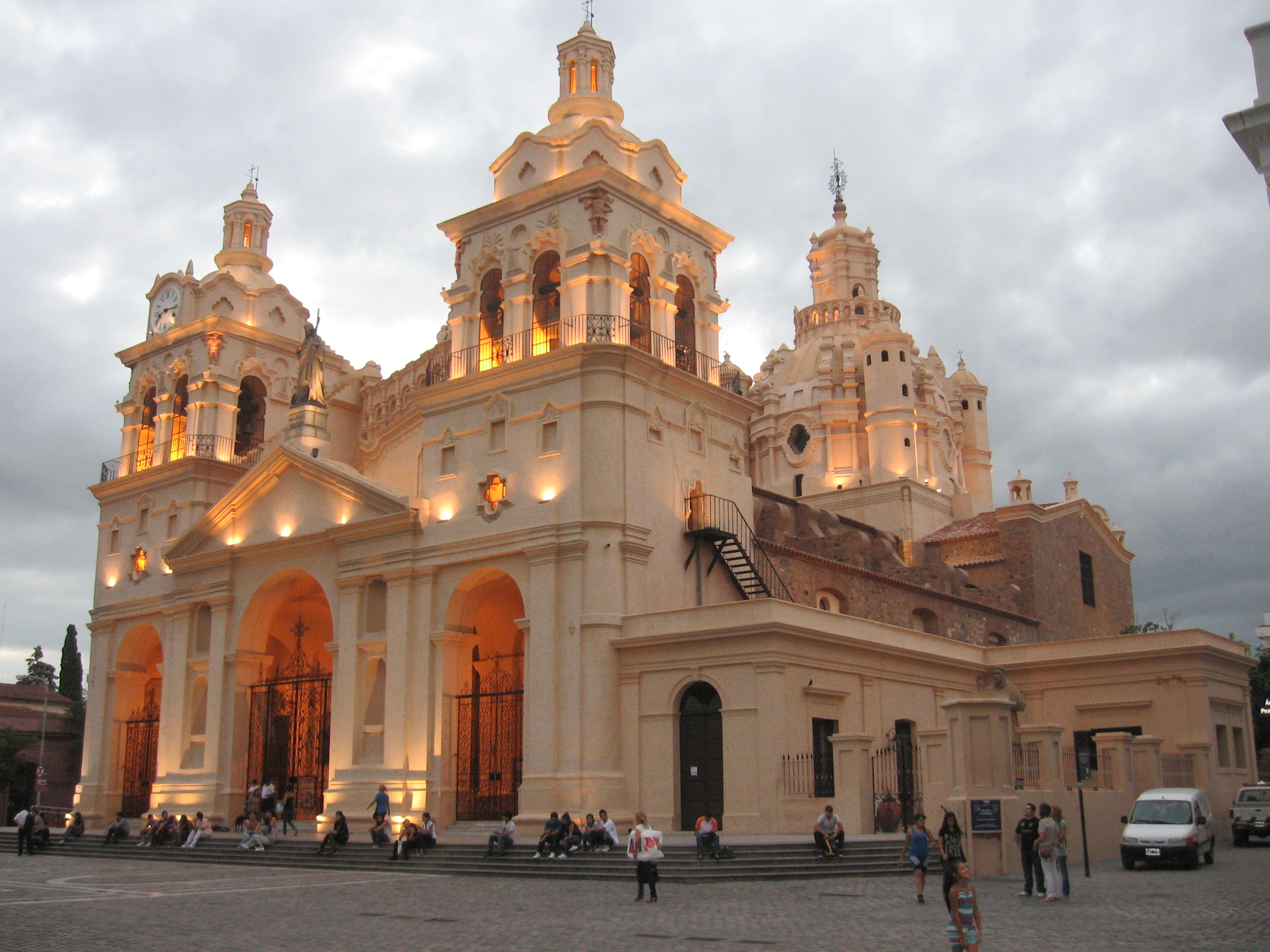
Stadens katedral, byggd under 1700-talet.
Stadsbebyggelsens tillväxt mellan 1573 och 2007.
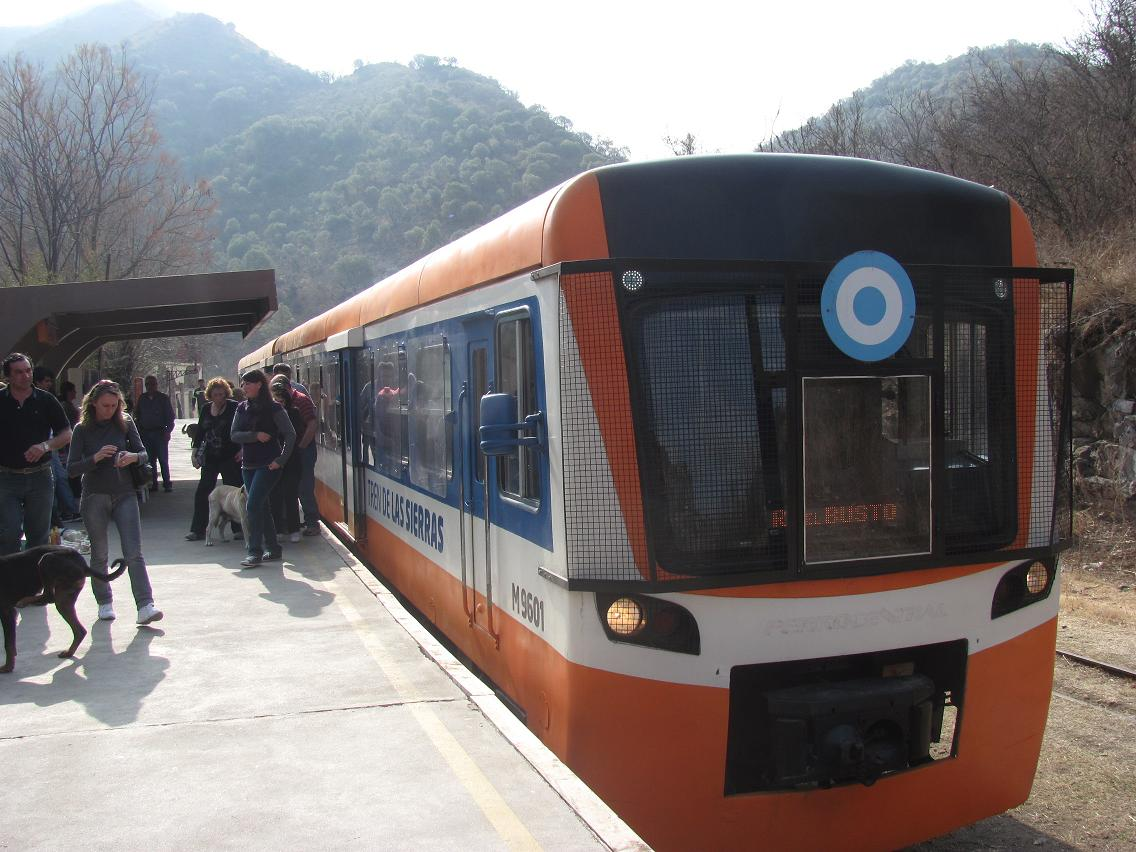
Tren de las Sierras.